# 한니발 (드라마)

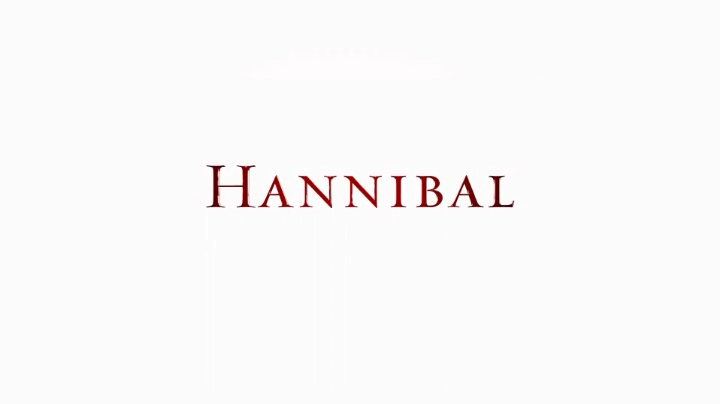

한니발(Hannibal)은 2013년 4월 4일부터 2015년 8월 29일까지 NBC에서 방영된 텔레비전 드라마이다.

## 줄거리
토머스 해리스가 1981년에 발표한 소설 레드 드래곤에 기반을 두고 유명한 정신과 의사(한니발 렉터)와 그의 파트너인, 연쇄 살인마들에게 공감하는 능력으로 인해 고통받는 FBI의 젊은 범죄심리분석관(윌 그레이엄)의 초기 관계에 관한 이야기가 전개된다.

## 배역

### 주연
- 윌 그레이엄(Will Graham): 휴 댄시 분, FBI의 특별 수사관으로 재능 있는 범죄심리분석관이며 연쇄 살인마를 쫓는다.
- 한니발 렉터 박사(Dr. Hannibal Lecter): 매즈 미켈슨 분, 법의학에 탁월한 정신과 의사이자 식인하는 연쇄 살인마이며 요리사이기도 하다.
- 얼래나[1] 블룸 박사(Dr. Alana Bloom): 카롤린 다배나 분[2], 정신의학 교수이며 FBI에서 자문 범죄심리분석관으로도 일하고 있다.
- 비벌리 카츠(Beverly Katz): 헤티엔 박 분, 범행 현장의 수사관이며 섬유 분석 전문이다.
- 잭 크로퍼드(Jack Crawford): 로런스 피시번 분, 윌의 상사이며 FBI 행동분석팀의 수장이다.

### 조연
- 지미 프라이스 박사(Dr. Jimmy Price):스캇 톰슨 분, 범행 현장의 수사관이며 잠재지문 전문이다.
- 브라이언 젤러(Brian Zeller):아론 에이브람스 분, 범행 현장의 수사관이다.
- 애비게일 홉스(Abigail Hobbs):캐시 롤 분, 연쇄 살인마 개럿 제이콥 홉스(Garrett Jacob Hobbs)의 딸이다. 렉터 박사와 딸-아버지 관계로 발전한다.
- 개럿 제이콥 홉스(Garrett Jacob Hobbs):블라디미르 쿠브르트(Vladimir Cubrt) 분, 미네소타 때까치(Minnesota Shrike)라고 알려진 연쇄 살인마다.
- 프레디 라운즈(Freddy Lounds):라라 진 초로스텍키 분, 범죄진실(true-crime) 웹사이트 태틀크라임(TattleCrime)을 운영하는 타블로이드 블로거이다.
- 베델리아 뒤 모리에 박사(Dr. Bedelia Du Maurier):질리언 앤더슨 분, 과거 렉터 박사가 맡았던 환자에게 의문의 공격을 받은 렉터 박사의 정신과상담의다.
- 필리스 크로퍼드(Phyllis Crawford):지나 토러스 분, 잭 크로퍼드의 아내로 암말기로 인하여 고통받고 있다. 벨라(Bella)라고도 불린다.
- 프레더릭 칠튼 박사(Dr. Frederick Chilton):라울 에스파라사 분, 볼티모어 주립 병원의 정신질환 범죄자들의 관리자이다.